# Матильда Лотаринзька
Мати́льда (нім. Mathilde, літо 979 — 4 листопада 1025 Gut Aeccheze (Ехц?)) — третя дочка імператора Священної Римської імперії Оттона II і імператриці Феофано.